# کوپانگ پلی
کوپانگ پلی (کره‌ای: 쿠팡플레이؛ انگلیسی: Coupang Play) یک سرویس استریم ویدئوی بر پایه اشتراک، تأسیس شده توسط کوپانگ در دسامبر ۲۰۲۰ است.

## برنامه‌ها

#### برنامه‌های اصلی
- یک روز معمولی (۲۰۲۱)[۳]
- آنا (۲۰۲۲)[۴]
- روزی روزگاری بچگی (۲۰۲۳)[۵]
- پنهان (۲۰۲۴)[۶]
- آنچه بعد از عشق می‌آید (۲۰۲۴)[۷]